# Vlag van Anloo

Vlag van de gemeente Anloo (1969-1998)

Het begrip vlag van Anloo kan zowel betrekking hebben op de gemeentevlag die van 1969 tot 1998 werd gebruikt, als op de dorpsvlag van Anloo.

## Gemeentevlag
De gemeentevlag van Anloo werd op 15 maart 1969 bij raadsbesluit vastgesteld als de gemeentelijke vlag van de Drentse gemeente Anloo. De vlag kan als volgt worden beschreven:
Geel met een drievoudig streepkruis, zwart van kleur, met de verticale armen op 1/3 van de vlaglengte; in de broektop beladen met een rode sleutel met dubbele baard en een handvat in de vorm van een geknopte malie, waarbinnen een kruis.
De vlag was een ontwerp van Mr. G.A. Bontekoe en is afgeleid van het wapen van Anloo. De breedte van de armen is 1/8 van de vlaghoogte, de zwarte strepen hebben een breedte van 1/40 van de vlaghoogte en staan 1/40 van de vlaghoogte van elkaar af. De kleuren zwart en geel in de vlag zijn ontleend aan die van het wapen. De twee sleutels in het wapen zijn samengevoegd tot een enkele sleutel met een dubbele baard. De herkomst van de kleur rood is onbekend.
In 1998 ging de gemeente op in de nieuwe gemeente Aa en Hunze, waarbij de gemeentevlag kwam te vervallen.

## Dorpsvlag

Dorpsvlag van Anloo

De dorpsvlag van Anloo werd door de gemeenteraad van de gemeente Aa en Hunze op 7 april 2007 vastgesteld. De kleuren zijn geel en rood, en toont een gestileerde uitgave van de Magnuskerk. De ontwerper van de vlag is Albert Rademaker. De herkomst en betekenis van het ontwerp en de kleuren zijn onbekend.

## Verwant symbool

Wapen van Anloo

Anloo 
· Beilen 
· Borger 
· Dalen 
· Diever 
· Dwingeloo 
· Eelde 
· Gasselte 
· Gieten 
· Havelte 
· Nijeveen 
· Norg 
· Odoorn 
· Oosterhesselen 
· Peize 
· Roden 
· Rolde 
· Ruinen 
· Ruinerwold 
· Schoonebeek 
· Sleen 
· Smilde 
· Vledder 
· Vries 
· Westerbork 
· de Wijk 
· Zuidlaren 
· Zuidwolde 
· Zweeloo
Anloo
· Annen
· Annerveenschekanaal
· Dalen
· De Groeve
· Een
· Eext
· Eexterveen
· Eexterveenschekanaal
· Elim
· Gasselternijveen
· Gasteren
· Gieten
· Gieterveen
· Grolloo
· Hollandscheveld
· Nieuw-Weerdinge
· Noordscheschut
· Schoonoord
· Tiendeveen
· Uffelte
· Wapse
· Witteveen
· Yde-De Punt
· Zorgvlied